# Eugnathichthys
Eugnathichthys es un género de peces de la familia Distichodontidae. Las especies de este género son depredadores especializados que se alimentan de las aletas de otros peces. Fue descrito por George Albert Boulenger en 1898.

## Especies
- Eugnathichthys eetveldii Boulenger, 1898
- Eugnathichthys macroterolepis Boulenger, 1899
- Eugnathichthys virgatus Stiassny, Denton & Monsembula Iyaba, 2013[7]